# Vulkan-Rad-Route-Eifel
De Vulkan-Rad-Route-Eifel (Vulkaan-Eifelfietsroute) is een lange afstandsfietsroute in Duitsland. De route gaat dwars door de Vulkaaneifel en verbindt de rivieren Moezel en Ahr. Het traject is bewegwijzerd in twee richtingen. 

## Traject
De route start in Dümpelfeld aan de Ahr. Hier kan worden aangesloten op de Ahr-Radweg. In eindpunt Bullay aan de Moezel kan worden aangesloten op de Moselradweg. 

## Aansluitingen met andere LF- of icoonroutes
- In Bullay kan worden aangesloten op de Moselradweg.